# ケビン・ケリー (1997年生の投手)
ケビン・クレイトン・ケリー（Kevin Clayton Kelly, 1997年11月28日 - ）は、アメリカ合衆国バージニア州フェアファックス郡スプリングフィールド出身のプロ野球選手（投手）。右投右打。MLBのタンパベイ・レイズ所属。

## 経歴

### プロ入りとガーディアンズ傘下時代
2019年のMLBドラフト19巡目（全体580位）でクリーブランド・インディアンス（2022年よりインディアンス→ガーディアンズへと改称）から指名され、プロ入り。契約後、傘下のルーキー級アリゾナリーグ・インディアンス（ブルー）でプロデビュー。ルーキー級アリゾナリーグ・インディアンス（レッド）でもプレーし、2球団合計で14試合に登板して1勝0敗2セーブ、防御率2.08、25奪三振を記録した。
2020年は新型コロナウイルスの影響でマイナーリーグの試合が開催されなかったため、公式戦の登板は無かった。
2021年はA+級レイクカウンティ・キャプテンズでプレーし、40試合に登板して5勝5敗7セーブ、防御率4.66、81奪三振を記録した。
2022年はAA級アクロン・ラバーダックスとAAA級コロンバス・クリッパーズでプレーし、2球団合計で48試合（先発1試合）に登板して5勝2敗4セーブ、防御率2.04、75奪三振を記録した。

### レイズ時代
2022年12月7日にルール・ファイブ・ドラフトでコロラド・ロッキーズから指名され、直後の金銭トレードによってタンパベイ・レイズへ移籍した。
2023年の開幕はメジャーで迎え、4月1日のデトロイト・タイガース戦でメジャーデビューを果たした。

## 投球スタイル
狙ったところに投げられるコマンド能力に優れている。速球の他、90mph台前半のシンカー、70mph台中盤のスライダーを投げる。

## 詳細情報

### 年度別投手成績
| 年 度    | 球 団    | 登 板 | 先 発 | 完 投 | 完 封 | 無 四 球 | 勝 利 | 敗 戦 | セ 丨 ブ | ホ 丨 ル ド | 勝 率 | 打 者 | 投 球 回 | 被 安 打 | 被 本 塁 打 | 与 四 球 | 敬 遠 | 与 死 球 | 奪 三 振 | 暴 投 | ボ 丨 ク | 失 点 | 自 責 点 | 防 御 率 | W H I P |
| -------- | -------- | ----- | ----- | ----- | ----- | -------- | ----- | ----- | -------- | ----------- | ----- | ----- | -------- | -------- | ----------- | -------- | ----- | -------- | -------- | ----- | -------- | ----- | -------- | -------- | ------- |
| 2023     | TB       | 57    | 0     | 0     | 0     | 0        | 5     | 2     | 1        | 12          | .714  | 276   | 67.0     | 53       | 2           | 15       | 1     | 10       | 56       | 1     | 0        | 27    | 23       | 3.09     | 1.01    |
| 2024     | TB       | 68    | 0     | 0     | 0     | 0        | 5     | 2     | 1        | 17          | .714  | 278   | 70.2     | 59       | 7           | 9        | 1     | 5        | 63       | 1     | 0        | 25    | 21       | 2.67     | 0.96    |
| MLB：2年 | MLB：2年 | 125   | 0     | 0     | 0     | 0        | 10    | 4     | 2        | 29          | .714  | 554   | 137.2    | 112      | 9           | 24       | 2     | 15       | 119      | 2     | 0        | 52    | 44       | 2.88     | 0.99    |

- 2024年度シーズン終了時

### 年度別守備成績
| 年 度 | 球 団 | 投手（P） | 投手（P） | 投手（P） | 投手（P） | 投手（P） | 投手（P） |
| 年 度 | 球 団 | 試 合     | 刺 殺     | 補 殺     | 失 策     | 併 殺     | 守 備 率  |
| ----- | ----- | --------- | --------- | --------- | --------- | --------- | --------- |
| 2023  | TB    | 57        | 7         | 6         | 1         | 0         | .929      |
| 2024  | TB    | 68        | 4         | 11        | 0         | 0         | 1.000     |
| MLB   | MLB   | 125       | 11        | 17        | 1         | 0         | .966      |

- 2024年度シーズン終了時

### 背番号
- 49（2023年 - ）